# Il giorno del cane blu
Il giorno del cane blu (titolo in francese: Le jour du chien bleu) è un romanzo fantastico per ragazzi del 2002 dello scrittore francese Serge Brussolo, primo episodio della serie Peggy Sue e gli invisibili.

## Trama
Peggy Sue non è una ragazza come le altre: da piccola infatti ha avuto uno strano incontro
con uno degli invisibili, esseri misteriosi con superpoteri, capaci addirittura di decidere il destino degli uomini. 
Questo invisibile colpisce i suoi occhi con un raggio che la rende molto debole di vista.
Per fortuna, una fata venuta da una sperduta galassia di nome Azena, aveva donato a Peggy un paio di occhiali veramente speciali, con i quali può colpire gli invisibili fissandoli intensamente. Questo però le costa un enorme sforzo e solo grazie a quegli occhiali fatati riesce a controllare i suoi poteri e il dolore che gli provocano.
La storia si svolge in una piccola cittadina dove la famiglia di Peggy si è trasferita.
Lì conosce molti ragazzi simpatici, fra i quali Dudley, di cui si innamora.
Un giorno compare sul cielo della città un sole blu: chi vi si espone, a lungo andare, diventa intelligentissimo per 24 ore. Ma questo effetto si produce anche sulle cose, che prendono vita, e sugli animali sui quali però gli effetti del sole sono permanenti.
In questa occasione Peggy conosce il "cane blu", suo fedele compagno nei libri seguenti. A causa della eccessiva esposizione al sole, il cane acquisisce un particolare colorito blu e la capacità di comunicare mentalmente con Peggy. Presto gli animali diventano talmente intelligenti da poter controllare le menti umane e decidono di prendere di conquistare la città.
Solo dopo parecchie disavventure, tra mucche-poltrone, cani che giocano a scacchi e animali che intrappolano uomini, Peggy Sue capirà la vera natura del sole blu.

## Edizioni
- Serge Brussolo, Peggy Sue e gli Invisibili: Il Giorno del Cane Blu, traduzione di Andrea Grechi, collana Ragazzi, Fanucci, 2006,  p. 280, ISBN 978-88-347-1177-4.